# ألكسندر جوميلسكي
ألكسندر جوميلسكي (الروسية: Гомельский, Александр Яковлевич) مواليد 18 يناير 1928 في كرنشتات، الاتحاد السوفيتي - الوفاة 16 أغسطس 2005، كان لاعب كرة سلة روسي تحول إلى التدريب بعد الاعتزال بدأ مسيرته الاحترافية في سنة 1949. حقق المركز الأول في بطولة كأس العالم لكرة السلة 1967. اعتزل اللعب في 1953. دخل قاعة نايسميث التذكارية لمشاهير كرة السلة.

## سجل المنافسة
شارك في المنافسات التالية:
- بطولة أمم أوروبا لكرة السلة 1961
- بطولة أمم أوروبا لكرة السلة 1963
- بطولة أمم أوروبا لكرة السلة 1965
- بطولة أمم أوروبا لكرة السلة 1967
- بطولة أمم أوروبا لكرة السلة 1969
- بطولة أمم أوروبا لكرة السلة 1977
- بطولة أمم أوروبا لكرة السلة 1979
- بطولة أمم أوروبا لكرة السلة 1981
- بطولة أمم أوروبا لكرة السلة 1983
- بطولة أمم أوروبا لكرة السلة 1987

## الميداليات
| الميدالية | المسابقة                         |
| --------- | -------------------------------- |
| برونزية   | بطولة كأس العالم لكرة السلة 1963 |
| ذهبية     | بطولة كأس العالم لكرة السلة 1967 |
| فضية      | بطولة كأس العالم لكرة السلة 1978 |
| ذهبية     | بطولة كأس العالم لكرة السلة 1982 |

## روابط خارجية
- ألكسندر جوميلسكي على موقع الدوري الإسباني لكرة السلة (الإسبانية)
- ألكسندر جوميلسكي على موقع أوليمبيديا (الإنجليزية)